# Thaleia (mythologie)
Thaleia (Oudgrieks: Θάλεια, Tháleia of Θάλια, Thália, "de Vrolijke, de Bloeiende", van het Griekse: θάλλειν, thállein, "bloeien, groenen"; Latijn: Thalia) is de naam van zowel een muze, als een van de Charites, een nimf en een van de Nereïden.

## Muze
Thaleia was een van de negen muzen. Ze werd bovendien gezien als de leidster van deze. Haar naam beduidt "de bloeiende feestvreugde". Zij is de muze van de komedie en is kenbaar aan een komisch masker. Als dienares en volgelinge van Dionysos draagt zij doorgaans een klimopkrans op het hoofd en een kromme thyrsosstaf (herderstaf), of ook wel een tamboerijn in de hand. Ze zou een dochter zijn van Zeus en Mnemosyne. Zij wordt de moeder genoemd van de luidruchtige Corybantes, die Apollo bij haar zou hebben verwekt.

## Een van de Charites
Thalia was ook een van de Charites, een personificatie van het bloeiende geluk, aan welke dikwijls bij feestmalen de eerste beker werd gewijd. Ze was de dochter van Zeus bij Eurynome of Eunomia. Ze werd als "met mooie wangen" en "mooi" omschreven.

## Nimf
Thaleia was ook een nimf, dochter van Hephaestus, die in de nabijheid van de Etna woonde en bij Zeus de moeder werd van de Palikoi. Nadat ze zwanger was geworden van Zeus, verborg ze zich onder de aarde uit vrees voor Hera.

## Nereïde
Thalia was tot slot een Nereïde, dochter van Nereus en Doris, aldus Homeros.

## Meisjesnaam
Thaleia of Thalia wordt in Griekenland omwille van de positieve betekenis ervan geregeld gebruikt als een meisjesnaam.

## Voetnoten
1. ↑  Hesiodos, Theogonia' 77, Statius, Silvae II 1.114, Aristophanes, Ornithes (De Vogels) 737.
2. ↑  Hesiodos, Theogonia 1, Apollodorus van Athene, Bibliotheca Historia I, Diodorus Siculus, IV 7.1, Orfische hymne 76.
3. ↑  Apollodorus van Athene, Bibliotheca Historia I 18; Plutarchus, Symposium IX 14 (Moralia).
4. ↑  Hesiodos, Theogonia 907, Pindarus, Olympische Oden 14 § 1-2, Apollodorus, I 13, Orfische hymne 60, Pausanias, IX 35.1.
5. ↑  Hesiodos, Theogonia 907, Apollodorus, I 13, Pausanias, IX 35.1.
6. ↑  Orfische hymne 60.
7. ↑  Servius, Commentarii in Vergilii Aeneidos libros IX 584; Stephanus Byzantium, s. v. παλικη.
8. ↑  Macrobius, Saturnalia V 19.15 (cf. Stephanus Byzantium, s. v. παλικη).
9. ↑  Homeros, Ilias XVIII 46.